# Elatostema obtusiusculum
Elatostema obtusiusculum är en nässelväxtart som beskrevs av Charles Budd Robinson. Elatostema obtusiusculum ingår i släktet Elatostema och familjen nässelväxter. Inga underarter finns listade i Catalogue of Life.